# Cultura di Castelluccio

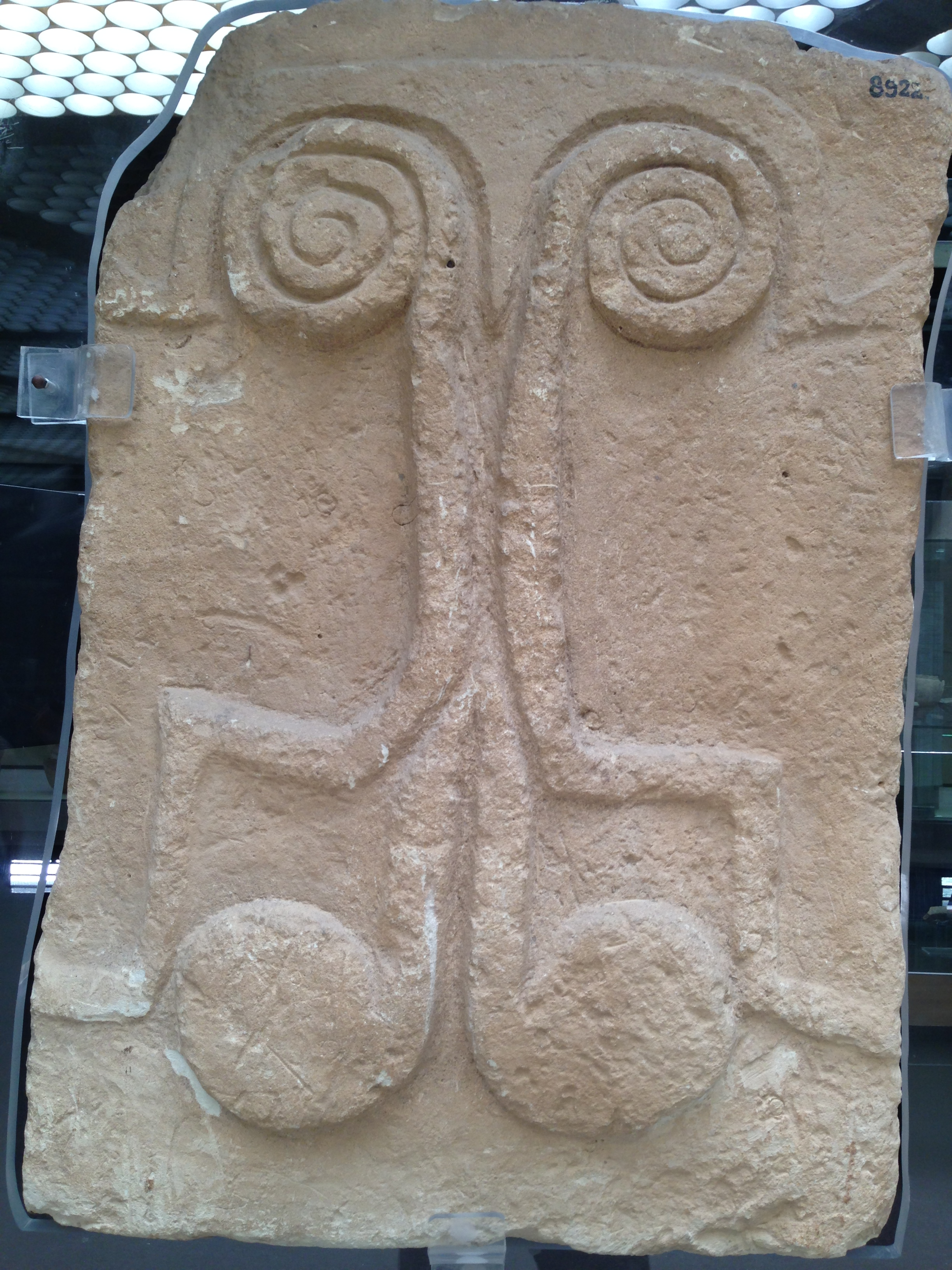
Portello tombale della cultura di Castelluccio.

La cultura di Castelluccio è la principale espressione dell'Antica Età del bronzo siciliana, situata nel range cronologico 2300 a.C. - 1700 a.C. circa. L'eponimo è la omonima località posta tra Noto e Siracusa indagata nel XIX secolo dall'archeologo Paolo Orsi.
La definizione venne coniata dall'archeologo Luigi Bernabò Brea il quale riscontrò una omogeneità culturale di certe aree della Sicilia nell'antica Età del Bronzo. In questo lungo periodo sono state individuate quattro fasi con articolazioni in base al territorio e all'epoca. La cultura giungeva sino alle coste del trapanese con l'eccezione della costa tirrenica siciliana dove si riscontra la cultura di Rodì-Tindari-Vallelunga.

## Cronologia
La più antica delle culture castellucciane finora conosciuta è quella che è stata individuata nel sito della Muculufa (Agrigento), risalente al 2169 a.C. (datazione precisa rilevata col metodo del radiocarbonio), grazie alla quale è stata definitivamente abbandonata la cronologia più bassa che la voleva contemporanea all'Elladico medio-recente (1800 - 1400 a.C.).

## Estensione geografica

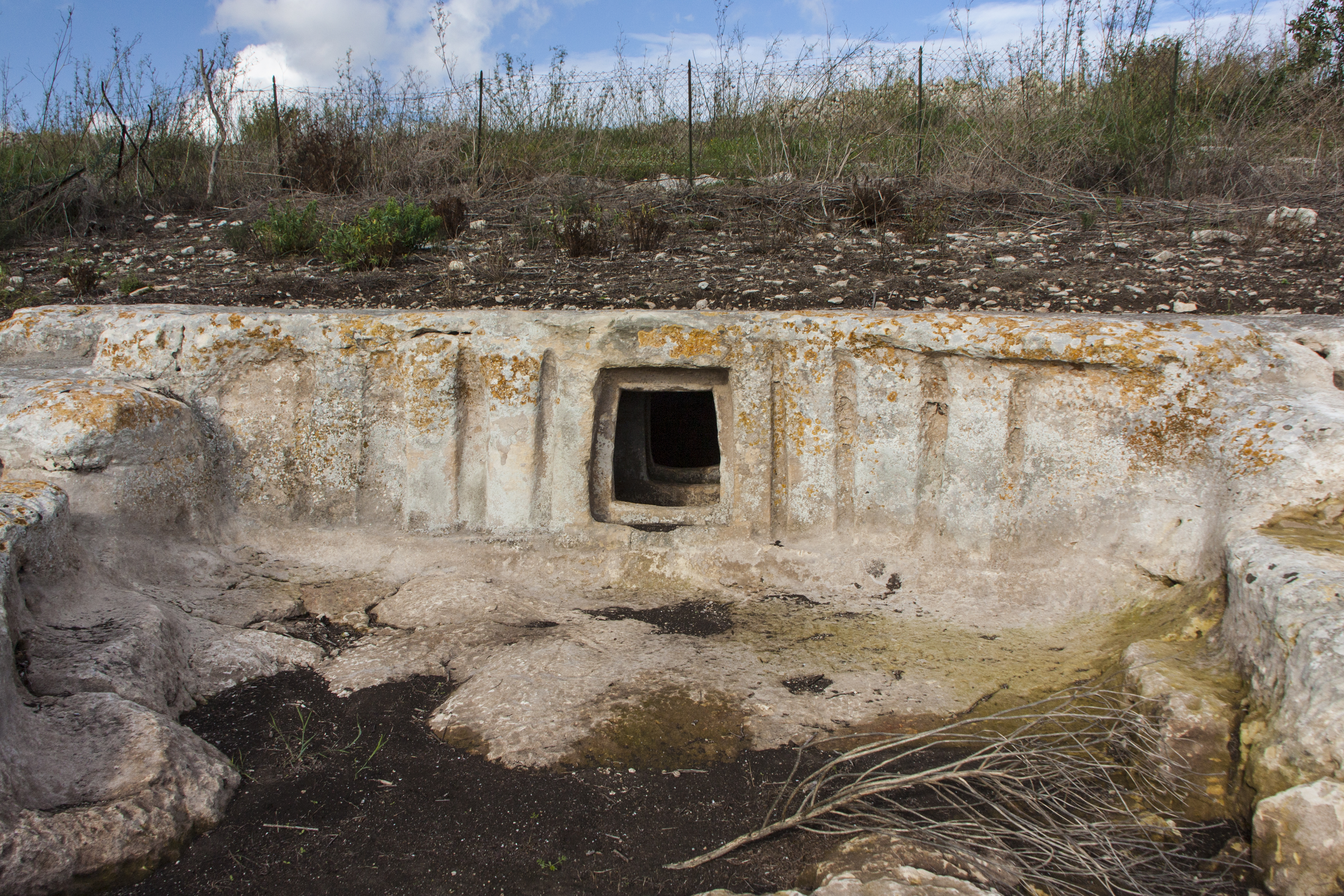
Tomba a finti pilastri presso Cava d'Ispica

La cultura di Castelluccio è tra le più diffuse in Sicilia. I villaggi erano in genere scelti nelle zone interne collinari e pedemontane. Ma vi sono anche ritrovamenti presso l'Etna a quota 1000 metri s.l.m. Nella sua fase più antica si sviluppa lungo gli argini del Simeto, nel comprensorio adranita e paternese che prende la denominazione di castellucciano etneo, particolarmente frequente nelle grotte di origine lavica, nella zona di Biancavilla e a Catania nei quartieri San Giovanni di Galermo e Barriera-Canalicchio, mentre la fase matura dello stile è riscontrabile nei siti della Sicilia sud orientale, a Monte Casale, Cava d'Ispica, Pachino, Niscemi, Cava Lazzaro, nei pressi di Noto, di Rosolini, nel comprensorio rupestre-bizantino delle Coste di Santa Febronia, a Palagonia, sull'altopiano di Camuti, a Mineo, sul Monte Manganello, nelle vicinanze di Piazza Armerina, in località "Cuḍḍaru dû Crastu" (Tornambè-Mercato d'Arrigo) presso Pietraperzia, là dove insistono i resti di una fortezza in parte intagliata nella pietra; pur con forme differenti è riscontrabile anche nell'agrigentino, a Monte Grande e a Sabucina, vicino Caltanissetta.
Il villaggio di Manfria nei pressi di Gela, offre un'idea di organizzazione di un insediamento castellucciano, costituito per lo più da poche decine di capanne. Alcune capanne avevano una forma ellittica, come a Castelluccio di Noto o a Sabucina.

### Elenco dei siti di cultura castellucciana
- Castelluccio di Noto
- Monte Grande (Palma di Montechiaro)
- Sito archeologico di Polizzello
- Villaggio di Poggio Biddini
- Pantalica
- Cavagrande del Cassibile
- Monte Manganello
- Cava Lazzaro
- Necropoli di Bellamagna

## Cultura materiale

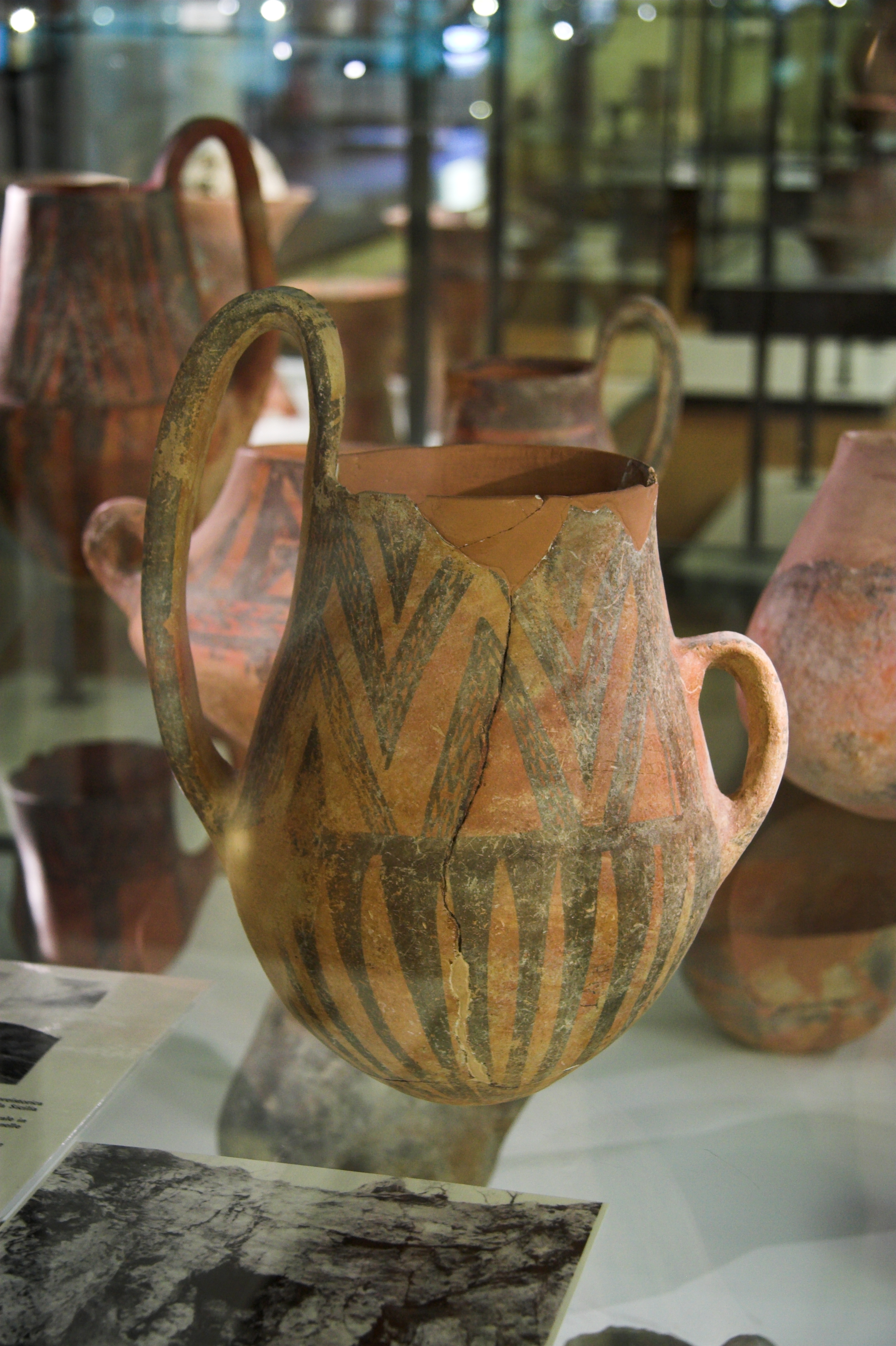
Ceramiche

Il ritrovamento nel sito di Castelluccio di resti circolari di capanne appartenenti a quello che era stato un villaggio preistorico, portò all'individuazione di una classe ceramica decorata a linee brune su sfondo giallo-rossastro talvolta associati a un terzo colore, il bianco. Vi sono inoltre dei motivi geometrici decorativi in diverse parti. La forma vascolare presenta tipicamente bacini su alto piede e bicchieri a clessidra.
Caratteristica è la produzione di ossa scolpite definiti "ossa a globuli", che gli archeologi ritengono "idoletti" votivi che per vie commerciali arrivarono a Malta e a Troia II e III, e di corni in ceramica. Le armi, fabbricate nel primo periodo in materiale litico, basalto (asce) o pietra verde, lasceranno il passo a manufatti in bronzo negli insediamenti più recenti.

## Usanze funebri

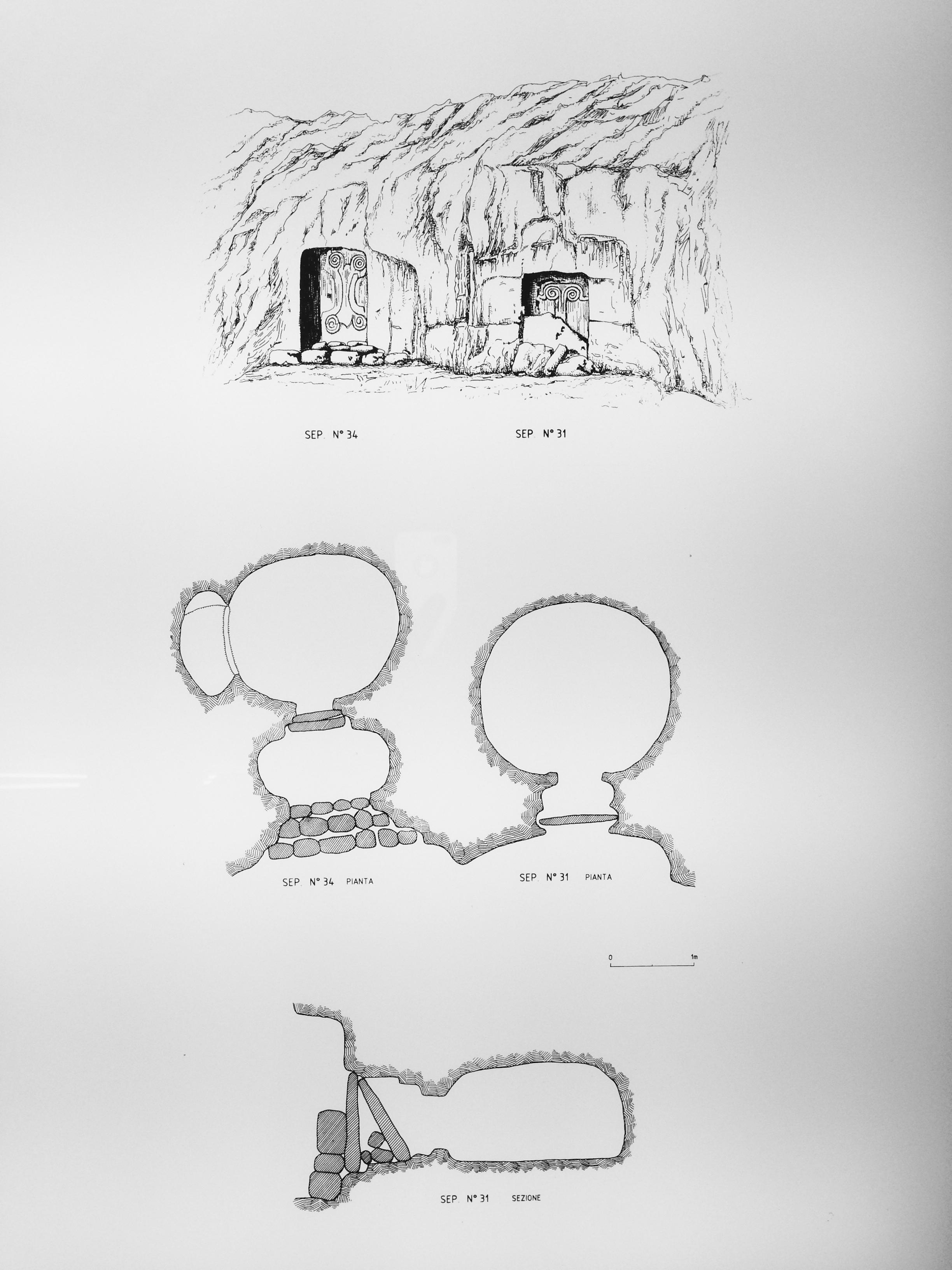
Disegno tombe castellucciane

I defunti erano riposti all'interno di grotticelle artificiali scavate nella roccia con anticella, sigillate con chiusini in pietra che recavano raffigurazioni di simboli a spirale e motivi che alludevano all'atto sessuale (quasi a evidenziare l'eterno ciclo della vita e della morte). Alcune tombe del siracusano e del ragusano mostrano facciate monumentali a pilastri di cui vi sono diversi esempi.
A questa stessa età risalgono alcuni dolmen, con funzioni esclusivamente funerarie, rinvenuti in diverse parti della Sicilia e attribuibili ad un popolo estraneo alla cultura castellucciana.

## Economia
La presenza di una tazza castellucciana di tipo etneo tra gli oggetti risalenti allo stesso periodo e rinvenuti in una località di Comiso, ha fatto arguire l'esistenza di traffici commerciali tra gli abitanti di quest'area della Sicilia sud-orientale e i castellucciani di Paternò, Adrano e Biancavilla (quest'ultimi costruttori di tombe con forme atipiche, obbligati dalla dura consistenza della roccia basaltica del loro territorio di natura vulcanica; gli stessi utilizzavano come camere di sepoltura anche grotte di scorrimento lavico).
L'attività mineraria dei castellucciani è comprovabile nell'area del ragusano: gallerie scavate con l'uso di mazze basaltiche permettevano l'estrazione della selce con cui si fabbricavano oggetti richiestissimi. 
Nell'ultima fase della cultura di Castelluccio (tra il XVII-XVI secolo a.C.) si riscontrano i segni di un contatto col mondo egeo, vista la presenza di oggetti in pasta vitrea e in metallo nei corredi di alcune necropoli del siracusano.